# Sant Pere del Castell de Gelida
Sant Pere del Castell de Gelida és una església de Gelida (Alt Penedès) dins del recinte del castell de Gelida.

## Descripció
Es tenen notícies documentades de l'església de Sant Pere del Castell des de l'any 998. Al segle xii s'amplia i reforma l'edifici seguint l'estil romànic i és en el segle xvii quan es produeix el major nombre de transformacions de l'església, ja que es reformà la capçalera, s'afegí la capella lateral del costat nord, es va refer la teulada i es construí la sagristia de l'església. La construcció del campanar s'acaba el 1796, utilitzant pedra del castell. L'església de Sant Pere del Castell va ser parròquia fins al 1871 i al seu entorn hi havia el cementiri de la població.
En una paret lateral de la capçalera, hi ha el sarcòfag de Berenguer Bertrand i el seu fill Nicolau (senyors de la Baronia de Gelida), d'estil gòtic. Està compost per una caixa paral·lelepipèdica, suportada a mitja paret per mènsules esculpides amb forma de lleó. Les cares laterals i frontal contenen un seguit de quadrilòbuls amb un escut a dins. A la cara frontal, entre els dos escuts, hi ha gravada la següent inscripció: "Asi jauen los molt onrats an B.G.N. é an Choalu Bertrand fill seu, les animas dels quals sian an Gloria" El sepulcre fou profanat el 1936 i desaparegut, més tard es localitzà al Museu Marès i fou retornat. La coberta piramidal no correspon al sarcòfag, sinó que fou trobada en unes excavacions.
La capella de Sant Roc, situada al lateral sud, és coberta amb un sostre decorat amb una quadrícula de motllures de guix, formant calaixets, a l'interior de les quals hi ha quadrats i cercles, amb flors a dins (rosasses). Les motllures acaben en petites mènsules.
Hi ha també restes de pintures murals. Les restes de pintura són posteriors a la construcció del cor el 1680. Són pintures murals polícromes que representen la imatge de santa Llúcia amb orla i segurament amb túnica, disposada sota una arcada.

## Història
La possible data de la consagració és el 945. Les reformes posteriors datades amb seguretat són del 1595 (construcció de les capelles laterals), 1609 (construcció del portal i escalinata de cara NO), (construcció una capella a la cara NE), 1680 (construcció del cor), 1685 (construcció de la sagristia), 1698 (aixecament del nivell de la cornisa mig metre), 1780-1796 (construcció del campanar).